# 石山巳喜夫
石山 巳喜夫（いしやま みきお、1952年 - ）は、日本の解剖学者。1952年新潟県生まれ。

## 著書
- 石山巳喜夫 (1986), “鱗竜類(亜綱)”, in 後藤仁敏; 大泰司紀之, 歯の比較解剖学, 医歯薬出版, pp. 107-111, ISBN 4263400704

## 論文
- 国立情報学研究所収録論文 国立情報学研究所